# Helmut Schellhardt
Helmut Schellhardt (* 18. Januar 1929 in Berlin; † 16. Mai 2002 in Wismar) war ein deutscher Filmschauspieler und Synchronsprecher.

## Leben
Schellhardt ist vor allem durch seine Auftritte in der Krimireihe Polizeiruf 110 in Deutschland ein Begriff, in der er ab 1973 in zehn Episoden mitwirkte. Außerdem stand er zwischen 1973 und 1979 in fünf Episoden von Das unsichtbare Visier vor der Filmkamera. Des Weiteren spielte er den Obergefreiten Henselmann in der Fernsehserie Archiv des Todes aus dem Jahre 1980.
Markante Filmauftritte hatte er 1975 in Jakob der Lügner und 1986 als Hauptdarsteller in der biographischen Verfilmung des Lebens von Ernst Thälmann. Daneben lieh er als Synchronsprecher auch Hollywoodstars wie Martin Landau, Burt Lancaster und Lino Ventura seine Stimme.

## Filmografie
- 1965: Engel im Fegefeuer
- 1965: Das Kaninchen bin ich
- 1967: Die Fahne von Kriwoj Rog
- 1969: Seine Hoheit – Genosse Prinz
- 1970: Der Mörder sitzt im Wembley-Stadion (Fernseh-Zweiteiler)
- 1971: Angebot aus Schenectady
- 1971: Rottenknechte (5-teiliger Fernsehfilm)
- 1972: Der Regimentskommandeur
- 1972: Die große Reise der Agathe Schweigert (Fernsehfilm)
- 1973: Polizeiruf 110: Siegquote 180 (Fernsehreihe)
- 1973: Nachtredaktion (Fernsehspiel)
- 1973: Die sieben Affären der Doña Juanita (vierteiliger Fernsehfilm)
- 1974: Der Staatsanwalt hat das Wort: Eine Nummer zu groß (Fernsehreihe)
- 1974: Jakob der Lügner
- 1975: Polizeiruf 110: Ein Fall ohne Zeugen (Fernsehreihe)
- 1975: Polizeiruf 110: Zwischen den Gleisen (Fernsehreihe)
- 1977: Die Flucht
- 1977: ...inklusive Totenschein (Fernsehfilm)
- 1978: Gefährliche Fahndung (Fernsehserie)
- 1978: Polizeiruf 110: Doppeltes Spiel (Fernsehreihe)
- 1980: Archiv des Todes (Fernsehserie)
- 1981: Feuerdrachen (Fernseh-Zweiteiler)
- 1981: Der ungebetene Gast (Fernsehfilm)
- 1982: Polizeiruf 110: Schranken (Fernsehreihe)
- 1982: Polizeiruf 110: Der Unfall (Fernsehreihe)
- 1984: Front ohne Gnade (Fernsehserie)
- 1986: Ernst Thälmann (Fernsehfilm)
- 1987: Kiezgeschichten
- 1988: Präriejäger in Mexiko (Fernsehreihe)
- 1990: Polizeiruf 110: Warum ich … (Fernsehreihe)
- 1990: Polizeiruf 110: Tod durch elektrischen Strom (Fernsehreihe)
- 1990: Polizeiruf 110: Das Duell (Fernsehreihe)
- 1991: Polizeiruf 110: Mit dem Anruf kommt der Tod (Fernsehreihe)

## Hörspiele
- 1976: Heinrich von Kleist: Michael Kohlhaas (Kurvogt) – Regie: Hans-Dieter Meves (Hörspiel – Rundfunk der DDR)
- 1983: Linda Teßmer: 21:00 Uhr Erlenpark (Koch) – Regie: Fritz-Ernst Fechner (Kriminalhörspiel/Kurzhörspiel – Rundfunk der DDR)